# Mizuho Financial Group
Mizuho Financial Group, Inc. (japonsky 株式会社みずほフィナンシャルグループ, japonsky latinkou Kabushiki-gaisha Mizuho Finansharu Gurūpu), krátce MHFG nebo Mizuho je japonská bankovní a finanční holdingová společnost založená v roce 2001 se sídlem v okrese Chiyoda, Tokio. Hlavní banka holdingu je Mizuho Bank. Mizuho je jedna ze tří tzv. japonských „megabank“.